# Línea D (Metro de Los Ángeles)
La Línea D del metro de Los Ángeles es una línea de tránsito rápido (tren urbano subterráneo) en la ciudad de Los Ángeles. Al contrario que otras líneas del Metro de Los Ángeles, las líneas B y D discurren completamente por túneles subterráneos y completamente dentro de los límites de la ciudad de Los Ángeles.
Originalmente fue inaugurada como Línea Púrpura (Purple Line), pero en 2018 Metro aprobó cambiar el nombre de sus líneas de tren utilizando un esquema basado en letras, la línea Púrpura (Purple) sería ahora la línea B, el cambio de nombre se aplicó el miércoles 8 de enero de 2020.

## Ruta
La línea D del metro comienza en Union Station en el centro de Los Ángeles. El plan original de los años 1980 es de conectar el Centro financiero con el área oeste de la ciudad por el Wilshire Bl y Fairfax Av. En 1985 hubo una explosión de gas metano en la ciudad y se prohibió túneles en Los Ángeles, derivado de esto, la ruta fue cambiada hacia el Valle de San Fernando y la extensión por Wilshire Bl. terminó en la estación Wilshire/Western. Desde su apertura en 1993, el congestionamiento de la ciudad hizo que los votantes removieran la prohibición en 2006 por orden congresional, por lo cual Metro comenzó a estudiar la extensión hacia Santa Mónica. En 2010, Metro aprobó la ruta subterránea por Wilshire Bl; extendiendo el recorrido desde su terminal Wilshire/Western hacia Westwood Bl; con una extensión de 14.7 km (9.07 mi) y un costo de $9,000 millones de dólares.
En Union Station los pasajeros pueden conectarse a las líneas A, B y J, así como tener acceso a varias conexiones de Metrolink y Amtrak. La Línea D viaja hacia el suroeste a través del centro de Los Ángeles, pasando por el Centro Cívico, Pershing Square (cerca del Centro Histórico) y el Distrito Financiero. En la estación 7th Street/Metro Center, los viajeros pueden conectarse a las líneas A, B, E y J, desde aquí, el tren viaja entre 7th St. y Wilshire Bl. al oeste a través de los distritos de Pico-Union, Westlake, llegando a Wilshire/Vermont en el distrito de Koreatown. Hasta este punto, la pista es compartida con la línea B, en Wilshire/Vermont las dos líneas se separan, la línea D continúa al oeste y termina en Wilshire/Western.

### Extensión
La extensión de la Línea D por Wilshire Bl. es una prioridad de Metro, esto al ser una de las áreas más congestionadas en la ciudad y en todo el país. Metro dividió el proyecto en tres fases de construcción por el bulevar, con una extensión es de 14.7 km (9 mi) al oeste.
La primera fase parte desde la estación Wilshire/Western hasta la nueva estación Wilshire/La Ciénaga con dos estaciones intermedias para construir ,Wilshire/La Brea y Wilshire/Fairfax, así como la antes mencionada Wilshire/La Ciénaga. En julio de 2014, las empresas de Skanska, Traylor y JF Shea fueron seleccionadas por Metro como ganadora del contrato para la fase 1. El segmento es de 6.3 km (3.9 mi) y costará 2,8 mil millones de dólares, el Gobierno Federal proporcionará 1.25 mil millones de dólares y un préstamo de infraestructura de 856 millones de dólares, otros fondos provienen local de la Medida-R (Measure R) e impuestos de ventas. Una vez completada, cada estación tendrá un número de pasajeros de alrededor de 62,000 personas semanales. Se espera concluir la obra e iniciar servicio en 2025.
La fase dos iniciará estación Wilshire/La Ciénaga hasta la estación en Century City Station, teniendo como estación intermedia a la estación Beverly Drive, esto dando un total de extensión de 4.2 km (2.6 mi). En enero de 2017, la fase 2 recibió fondos federales y fondos locales. Los votantes aprobaron la Medida-M (Measure M) y Metro seleccionó su constructor, Tutor Perini Corp, esto a un costo de 2.6 mil millones, desde 2018 está bajo construcción y se espera su inauguración para el año 2026.
La tercera fase tiene planedas dos estaciones, siendo estas Westwood/UCLA y la nueva estación terminal de la línea  Westwood/VA Hospital, ubicada en el hospital local de veteranos en el distrito de Westwood. Esta fase recibió fondos federales en febrero de 2020 y, con las Medidas R y M, está en el proceso de planeación. Metro contrato Frontier-Kemper y Tutor Perini JV para completar las últimas dos estaciones y los túneles de 4.2 km (2.6 mi) a un costo de 3.6 mill millones. Se espera concluir la fase final e iniciar servicio en 2027.
Derivado de la pandemia de COVID-19, en 2020 y 2021 Metro pudo acelerar el proyecto por los cierres de calles necesarias sin causar tráfico. Metro planea además extender 5.6 km (3.5 mi) más la línea D, desde la estación  Westwood/VA Hospital hasta Santa Mónica en el futuro lejano tomando ruta por Wilshire Bl; sin embargo, en la actualidad no se tienen planes ni fondos designados para esta etapa.
Tras las extensiones, en 2027 la línea D se convertiría en la line de metro más usada y popular por tener varios destinos cívicos de la ciudad, estando entre estos el Centro de Los Ángeles, los museos LACMA y Premios Óscar, la UCLA, los distritos de compras de Rodeo Drive y The Grove, así como varias zonas laborales de la ciudad. Es una prioridad de LACMTA para completar hasta UCLA para las olimpiadas de 2028, esto debido a que la UCLA será central de la Villa Olímpica.

## Estaciones

Un mapa de las actuales líneas del Metro y proyectos actuales. La ruta prevista de la extensión de la línea D está en morado y punteada.

| Estación                   | Conexiones | Apertura            | Ciudad        |
| -------------------------- | --- | ------------------- | ------------- |
| Union Station              | Downtown Long Beach - APU/Citrus College Union Station - North Hollywood El Monte Station - Pacific/21st Metro Rapid: 720                                  | 30 de enero de 1993 | Los Ángeles   |
| Civic Center/Grand Park    | Union Station - North Hollywood El Monte Station - Pacific/21st                                                                                            | 30 de enero de 1993 | Los Ángeles   |
| Pershing Square            | Union Station - North Hollywood El Monte Station - Pacific/21st Metro Rapid: 720                                                                           | 30 de enero de 1993 | Los Ángeles   |
| 7th St/Metro Center        | Downtown Long Beach - APU/Citrus College Union Station - North Hollywood Atlantic - Downtown Santa Monica El Monte Station - Pacific/21st Metro Rapid: 720 | 30 de enero de 1993 | Los Ángeles   |
| Westlake/MacArthur Park    | Union Station - North Hollywood Metro Rapid: 720 | 30 de enero de 1993 | Westlake      |
| Wilshire/Vermont           | Union Station - North Hollywood Metro Rapid: 720 y 754 | 13 de julio de 1996 | Koreatown     |
| Wilshire/Normandie         | Metro Rapid: 720 | 13 de julio de 1996 | Koreatown     |
| Wilshire/Western           | Metro Rapid: 720 | 13 de julio de 1996 | Koreatown     |
| Wilshire/La Brea           | Metro Rapid: 720 | 2025                | Miracle Mile  |
| Wilshire/Fairfax           | | 2025                | Beverly Grove |
| Wilshire/La Ciénaga        | | 2025                | Beverly Hills |
| Beverly Drive              | Metro Rapid: 720 | 2026                | Beverly Hills |
| Century City/Constellation | | 2026                | Century City  |
| Westwood/UCLA              | Metro Rapid: 720 y 761 | 2027                | Westwood      |
| Westwood/VA Hospital       | Metro Rapid: 720 | 2027                | Westwood      |